# Onychogonia flaviceps
Onychogonia flaviceps är en tvåvingeart som först beskrevs av Zetterstedt 1838.  Onychogonia flaviceps ingår i släktet Onychogonia och familjen parasitflugor. Arten är reproducerande i Sverige. Inga underarter finns listade i Catalogue of Life.